# لورين مكنمارا
لورين مكنمارا (بالإنجليزية: Lorraine McNamara) هي راقصة على الجليد أمريكية، ولدت في 18 فبراير 1999 في واشنطن العاصمة في الولايات المتحدة.

## وصلات خارجية
- لورين مكنمارا على موقع الاتحاد الدولي للتزلج (الإنجليزية)